# 고종 암약설
고종 암약설(高宗暗弱說)은 조선 후기의 군주 고종이 암우(暗愚)하고 유약했다는 이론이다.

## 개요
고종 암약설은 고종이 무능했다는 이론인데, 나아가 군주의 무능뿐만 아니라 나아가 나라 전체에 대한 평가가 암약했다는 비약을 이끌었다. 이웃한 일본제국은 서둘러 서양화를 이룩하여 부강한 제국주의 국가로 발전한 반면, 조선은 쇄국 끝에 개국은 하였으나 대원군과 민왕후 일족, 수구당과 개화당이 계속 대립하는 가운데 황제마저 무능하여 밀어닥치는 외세에 제대로 대응하지 못하고 결국 국권을 일본에 내주고 말았다는 결론을 도출하기 위한 이론이다. 이 이론은, 일본 침략주의자들이 고의로 만들어낸 이론임에도 한국사의 일반론으로 널리 퍼지게 되었고, 식민지 근대화론의 근거로서 이용되어 왔다.
동시대의 주장으로는 위안 스카이, 윤치호, 황현 등의 비판이 존재하고 있고, 이준용이나 박영효는 기록을 남기지는 않았으나 고종을 축출하려는 쿠데타를 기도하기도 했다.
그러나 오늘날 이러한 부정적 평가에 대한 제1차 사료나 논리적 근거에 대한 정리는 거의 찾아볼 수 없으나, 교과서를 비롯한 대부분의 서적은 고종의 암약설과 비슷한 논조로 서술하고 있다. 이는 앞서 말한 위안 스카이, 윤치호, 황현 등의 비판도 마찬가지로 논리적 근거를 밝히고 있지는 않다.

## 고종에 대한 외국인의 평가
마르티나 도이힐러(Martina Deuchler)는 고종이 주변에서 벌어지는 사건들에 대해 수동적이 아니라 능동적으로 진지한 노력을 기울였다고 긍정적으로 평가하였다.
반면에 데넷 타일러(Dennett Tyler)의 견해는 반대로 부정적이다. 그는 1905년 황제와 조정 관료의 을사조약 무효화 운동 때 11월 25일자로 데오도르 루스벨트 미국 대통령이 루트(Root) 국무장관에게 보낸 서신과 12월 19일 루트가 민영찬 공사에게 보낸 회신 등을 근거로, 미국의 잘못보다는 대한제국의 군주였던 고종의 잘못이 큼을 역설하였다.
게다가 한국에서 머문지 10년이나 된 미국 공사 안련은 고종에 대하여 이렇게 말하였다. "한국 백성들이 불쌍하다. 내 일찍이 구만 리를 돌아다녔지만 상하 4000년에 한국 황제 같은 이는 처음 보는 인종이다."
해링턴(Harrington)은 알렌(Horace Newton Allen)이 톨레도에서 쓴 1903년 10월 14일자 일기를 근거로 삼아 고종을 “유약한” 사람이라고 보았다. 그러나 해링턴의 의견은 앨런이 쓴 다른 날의 일기에서는 오히려 고종에 대해 긍정적으로 평가함에도 불구하고 부정적인 결과만을 근거로 삼았다는 비판을 받고 있다.
스워터트는 미국인 데니(O. Denny) 가 남긴 평가, 즉 “고종은 위대한 국가의 지배자다운 강건, 낙관 및 인내를 보였다.”라는 평가를 지지하면서, 위 해링턴 연구의 잘못을 지적하였다. 그리고 고종이 고빙한 서양인 고문 가운데 헐버트(Homer Hulbert)는 고종에 대한 부정적 평가를 강하게 부정하였다. 그는 황제가 “유약하다는 사람은 틀렸다.”라고 하면서 고종이 주권 수호에 대한 확고한 의지 아래 사생결단의 조치를 단행했던 것들을 열거하였다.
고종에 대한 서양인의 평가는 1896년 10월에 간행된 《코리언 레퍼지터리》 3권 11책에 실린 〈한국의 국왕 폐하〉(His Majesty, Th King of Korea)의 글이 가장 구체적이다. 지금까지 고종에 대한 외국인의 평가가 나타난 자료 가운데 객관적이라고 볼 수 있는 〈한국의 국왕 폐하〉는 고종에 대해 가장 자세하며, 또한 매우 긍정적인 내용이 나타나 있다.
또한 영국의 지리학자인 이사벨라 버드 비숍은 개신교 선교사 언더우드 부인의 주선으로 경복궁에서 고종 황제를 알현하는 모습을 기록하면서, “조선의 왕은 온화한 성품으로 유명하며, 성실하고 유능한 군주이지만 너무 착한 사람이다. 그에게 강인한 성격이 있었다면 훌륭한 통치자가 될 수 있었을 것이다.”라고 하였다.
1883년 조선에 진주한 위안 스카이는 조선의 군주를 배알하는 자리에서도 기립하지 않을 것이며, 고종을 ‘혼군(昏君)’이라 칭하면서 폐위를 주장하고 나선다. 조선 정부관료 스무명을 일거에 자신의 측근으로 갈아치웠다. 미국공사 포크는 이를 ‘무혈 정변’이라고 이름했다.
한편 《코리언 레퍼지터리》에 실린 〈한국의 국왕 폐하〉는 현존하는 고종에 대한 외국인의 평가 가운데 가장 자세하면서도 가장 호의적이지만, 비숍의 평가는 일본에서 고종이 암울하고 유약한 군주였다는 소위 “고종 암약설”의 근거로 쓰이기도 한다.

## 고종 암군설의 기원과 심화

### 암군설의 등장
고종 암약설은 처음에 고종 암군설이라는 이론이었다. 이는 고종이 암우(暗愚)한 군주였다는 이론이며, 뒤에 고종이 유약하다는 평가(앞서 말한 테넷 타일러의 논평과 앨런의 일기)가 덧붙여져 고종 암약설로 발전한다.
1883년 조선에 진주한 위안 스카이는 고종을 암군이라 부르며 고종의 폐위를 기도하기도 했다. 윤치호는 고종이 어리석은 군주라는 평을 듣고 있다고 보았다. 그가 판단하기에 다른 사람들도 황제를 혐오하기는 마찬가지였다. 즉, 윤치호는 사람들은 황제를 “너무나 증오해서 그를 망신 주는 일이라면 무엇이든 환영하는 것 같다. 그가 왕좌에서 물러나는 것만이 사람들의 혐오감이나 정의감을 만족시킬 것 같다”고 보았다.
고종이 암우한 군주였다는 비평은 1907년 헤이그 만국평화회의 특사 파견 사건을 구실로 일본 측이 고종 황제를 강제 퇴위시킬 때 다시 나왔다. 오사카 마이니치신문사 경성 지국의 기자였던 나라사키(楢崎桂園)가 그해 12월 출판한 《한국정미정변사》(韓國丁未政變史)(1907.12, 京城, 日韓書房)에서 언급되는 암주(暗主)와 암우(暗愚)라는 말을 최초로 사용하였다.

### 일제 시대의 고종
그 뒤 1910년 10월 한일 병합 조약을 계기로 일본인이 쓴 한국 근대사 서적이 나오기 시작하면서 고종 유약설(柔弱說)이 나오게 된다. 병합한 그해에 일본인이 펴낸 서적으로는 이케다(池田常太郎, 秋旻) 편, 《일한합방소사》(日韓合邦小史)(1910년 9월 20일 발행, 東京 讀賣新聞日就社)와 일본역사지리학회 편, 《한국의 병합과 국사》(1910년 10월) 등이 있다. 특히 이케다가 펴낸 《일한합방소사》의 서문이 8월 29일자로, 바로 한일 병합 조약이 공포된 날짜이다. 당시 병합 예정일이 비밀에 붙여져 있었는데, 편자가 그 날짜를 알고 있었다는 사실은 정부와 밀접한 관계를 가지고 책 출간을 추진하고 있었음을 뜻한다.
이러한 1910년을 전후하여 일본인이 출판한 한국 근대사 서적의 공통점은, 주로 고종이 즉위하였을 때부터 1907년 강제 퇴위할 때까지를 다루고 있는데, 고종에 대한 언급이 매우 미미하다는 데에 있다. 더구나 한국 근대사를 다루고 있는 책임에도 한국에 대한 내용보다는 한국을 병합한 일본의 영광을 서술하는 데에 더 치중하고 있다. 그리고 그들은 조선과 대한제국을 “전제군주”가 다스리는 나라임을 강조하면서도 그 전제군주에 대한 서술을 의도적으로 배제하는 치밀함을 보이고 있다. 이러한 기술 방법은 그 뒤에 나온 서적에서도 일관되이 지켜진다.
이렇듯 일본인이 편찬한 고종 시대에 대한 전문서적이나 연구서에서 일본인이 전제군주 또는 암군 등으로 묘사한 고종의 존재를 이유 없이 오랫동안 빼놓고 있었다. 그러나 언제까지나 그 존재를 빼놓을 수 없게 되었고, 국왕이 무능했음을 구체적으로 드러낼 필요가 있게 되었다. 1940년에 나온 다보하시(田保橋潔)의 《근대일선관계의 연구》 상·하(조선총독부 중추원)이라는 책이 그 대표적 예이다. 이 책에서는 국왕이 했던 행위, 특히 진보적 정책을 대원군과 민왕후 또는 민씨 척족이 한 일로 왜곡해 버린다.
결국 1910년 한일 병합 당시부터 시작된 고종에 대한 평가 왜곡 작업은 일제 강점기 내내 이어졌으며, 1940년대에 이르러서는 고종 암군설에 고종 유약설이 합쳐져서 고종 암약설로 왜곡이 심화된다. 특히 광무개혁의 결과로 이루어진 각종 근대적 기구의 설립과 신문물의 도입을 의도적으로 폄훼하였다. 심지어 국왕이 주도한 독립문 건립과 같은 사업을 독립협회 단독으로 또는 개화당(독립당)이 단독으로 추진한 사업으로 왜곡한 일이나 당시 한국의 신민이 고종에 대해 많은 존숭심을 가지고 있었다는 사실은 극구 부인하고 있다.
해방 이후 한국에서 발행된 한국사 전문서나 교과서도 고종의 역할에 대한 일본인의 시각을 무비판적으로 수용하여 고종 시대를 서술할 때 고종에 대한 서술이 극히 미미하게 되거나 무능한 군주로 오해하게끔 표현되었다.

## 반대 의견
고종이 암우하다는 이론과는 달리 당시 고종과 그 시대상을 나타내는 여러 자료의 기록이 여럿 있다. 특히 《독립신문》의 논조는 당시 신민이 국왕에 대해 매우 존숭심을 가지고 있었음을 보여주고 있다. 특히 1896년 6월 20일자 《독립신문》에서 밝히고 있는 신민이 국왕에 대해 존숭심을 가지고 있다는 사실과 함께 독립문을 정부에서 건립하고 있음을 밝히고 있다. 지금까지는 《독립신문》의 서술에도 불구하고 독립협회에서 독립문 건립을 주도했다고 많은 학자가 주장해 왔다.
그밖에 조선의 일본 국서 거부 사건이나 그에 이어지는 강화도 조약에서도 고종의 역할을 두드러진다. 뒷날 조미수호통상조약을 비롯한 각종 외국과의 조약에서도 역시 고종이 중요한 역할을 했음에도 일본인이 서술한 조선 근대사 전문서에서는 전혀 부각되지 않고 있다고 비판한다.
게다가 당대에 일본인이 아닌 외국인이 고종에 대해 악평을 한 예를 찾아보기 힘들다는 점에서 더욱 고종에 대해 좋지 않게 서술한 조선 근대사 서적의 논조와 배치된다.
그리고 1895년에 한성신문 기자로서 을미사변에 직접 가해자로 참여하기도 했던 기쿠치 겐조(菊池謙讓)가 쓴 《근대조선사》 상·하(1936년, 1939년, 鷄鳴社, 京城)에서 상당히 다른 의견을 보이고 있다. 기쿠치는 《근대조선사》를 쓰기 전에 《고종태황제실록》의 편찬위원으로 활동하면서 많은 자료를 모으게 된다. 그의 논조는 대체로 《코리아 레퍼지터리》와 비슷하여, 고종이 암군이 아닌 명군이었으며, 단지 열강에 포위되어 내정보다는 외교에 힘쓰다가 국세를 끝내 세우지 못한 불운한 군주라고 묘사하였다. 또한 기쿠치는 다른 일본 학자가 거론하지 않은 평양 이궁 조영(造營)에 대해서 다루고 있으며, 그러한 고종의 치적을 러시아와 일본의 사이가 나빠짐에 대비한 시책이라고 평가하였다. 1903년 8월 15일 고종 황제가 러시아 황제에게 친서를 보내어 동맹을 요청하였는데, 그 친서에는 일본이 황성을 침탈하게 됨을 고종이 이미 예측하였음이 밝혀져 있고, 이러한 동맹 요청을 평양 이궁 조영의 연장으로 보았다. 그밖에도 고종 시기에 설치된 각종 근대적 기구나 받아들여진 서양 문물을 개화파나 독립협회의 치적으로 보지 않고 고종의 업적으로 평가하였으며, 오히려 일본에 합병됨으로써 결실을 보지 못하고 산멸했다고 보았다.
최근, 일본에 의해 고종이 안중근 의거의 배후로 지목된 사실이 확인되었는데, 이는 고종 암약설을 부정할 수 있는 또다른 근거가 되었다.

### 암약설에 대한 반대 논거
고종이 이루었던 업적과 일본 침략주의자들이 주장했던 암약설에 따라 왜곡되게 알려진 사실 또는 고종의 업적을 매몰시키기 위해 일어난 사건에 대해 열거하면 다음과 같다.
- 1868년부터 1875년 사이에 일어난 국서 거부와 운요호 사건에 대해 고종이 아무런 역할도 하지 못했다고 주장하였다. 실제로는 고종이 나서서 개항을 주도하였으며, 오히려 일본이 방해하였다.
- 강화도 조약을 비롯한 외국과의 조약에 고종이 관심을 가지고 직접 지시를 내렸다.
- 1886년 사노비 세습제의 혁파를 천명하였다.
- 1896년 2월 11일 러시아 공사관으로 이어하여 주필(駐蹕)한 일을 아관파천이라 부르며 외세 의존의 망국적 처사로 보았다. 반면에 《고종실록》에서는 아예 “파천”이라는 말이 없다. 암약설 지지자들은 고종이 러시아 공사관에서만 틀어박혀 지낸듯이 주장하지만, 실제로는 러시아 공사관에서 경복궁과 경운궁을 오가면서 지냈다. 또한 이 기간에 도시개조가 이루어진다.
- 1896년 독립문 건립으로부터 시작된 한양의 도시 개조 사업을 개화파의 업적 또는 한성 판윤 이채연(같은 해 10월 6일 임명)·총세무사 맥레비 브라운(같은 해 7월 12일 조칙을 내려 반드시 그의 결재를 받아야만 예산 입출이 가능하게 했다.) 두 사람의 업적으로 보기도 했다. 그러나 개화파는 아관파천이나 경운궁 환어를 부정적으로 보았으므로 경운궁 중심의 도시 개조를 했다고 보기 어렵고, 9월 28일 조칙(내부령 제9호)을 내려 도시개조를 고종이 명하였음이 밝혀졌다. 《독립신문》 1896년 11월 7일 논설에서 이를 “조선이 이제 문명 진보의 길로 들어서는 것을 보여주는 일”이라고 높이 평가하였다.
  - 1896년 독립문의 건립을 고종 또는 조선 정부가 주도했으나, 이를 독립협회 또는 서재필이 주도한 듯이 왜곡하였다.
  - 경운궁을 중심으로 방사형 도로와 환상 도로 및 그 외접 도로를 새로 개통하였으며, 기존 도로를 정비하였다.
  - 경운궁 중심체제를 무너뜨리기 위해 1905년부터 1910년 사이에 통감부에서는 남산 밑에 소재한 통감부의 북쪽 정면 방향으로 도로를 놓는 계획(경성시구개수예정계획노선도)을 수립하였고, 1919년 6월 25일에 공개된 총독부안(경성시구개수예정계획선도)에 따르면, 경복궁에서 남대문을 거쳐 용산 신시가지를 직결하는 중심도로체계를 구성하였다(이는 오늘날 서울 도로 체계의 근간이다).
  - 시민공원 또는 시민광장이 등장했다. 예컨대 탑골공원도 이 시기에 만들어졌다.
- 1897년 대한제국 출범을 보수회귀로 보았다. 그러나 초기 독립협회 활동을 도와준 일이나 만민공동회를 허용한 일 등을 볼 때 보수회귀로 보기는 어렵다는 주장도 있다.
- 1898년에 동아시아에서 수도에서 최초로 전차(노면전차)를 운행하였다. 이를 고종의 신문물에 대한 넓은 이해와 포용 등은 무시해 버리고, 고종이 민심을 외면하고 오로지 죽은 왕후(명성황후)만을 생각하여 노면전차를 도입했다고 왜곡하였다.
- 1902년 6월에 고종이 설치한 정보기관 제국익문사를 놓고 “한제(韓帝)의 이른바 전제정치란 것은 실상은 밀정정치·잡배정치(雜輩政治)의 폐단에 빠진 것”이라고 비난하였다.
- 1903년 5월 일본의 침략을 대비하여 육군과 해군의 창설을 위한 준비를 지시한 일을 두고, “민생을 외면하고 황실의 안위만을 챙긴 군주”라고 혹평하였다. 그러나 이듬해 러일전쟁의 와중에 일본제국군은 중립국 대한제국의 수도 한성을 침탈하고, 군주 고종과 황실 가족을 붙잡는다.
  - 1903년 3월 15일 징병제도 실시를 예정하는 조칙을 내렸으며, 서양의 징병제와 조선의 5위(五衛) 제도를 절충하는 새로운 군제의 일대 경장을 도모할 터이므로 모두 이 일을 위해 뜻과 충애와 흥원을 함께 모아 줄 것을 당부하였다. 을사조약 이후에 계획 자체가 없어지고, 급기야 1907년 군대가 해산된다.
  - 1903년 시위대 1만2천(최종적으로 1만6천) 병력을 갖추고, 용산에 군부 총기제조소를 건립하였다.
- 1905년(광무 9년) 4월 29일 근대적 형법전인 《형법대전》(법률 제2호)을 편찬하여 반포하였다. 한국 최초의 일반 형법전이며 근대적 형식을 갖춘 형법전으로, 일본의 형법전을 계수하지 않고 이전의 대전회통·대명률과 갑오개혁 이후의 형사법령을 참고하여 제정되었다. 그러나 처음에는 총 680개조였던 《형법대전》은 1906년 2월 2일 법률 1호로 제1차 개정하고, 1908년 7월 23일 법률 19호로 제2차 개정을 하여, 총 680개조였던 법률 가운데 100개조를 개정, 252개조를 삭제하여 원래 모습을 없애 버렸다. 결국 1910년 《한국법전》에 형법으로 개명 삽입하였다. 《형법대전》이 동아시아에서 최초로 고문을 금지하는 등 민권 신장의 성과였으므로 도리어 삭제해 버렸다.

## 참고 자료
- 이태진 (2000년 8월 30일). 〈고종 암약설(暗弱說) 비판〉. 《고종시대의 재조명》 초 2쇄판. 서울: 태학사. 95~134쪽쪽. ISBN 89-7626-546-7 04910 |isbn= 값 확인 필요: length (도움말).
- 강준만, 《한국근대사산책 2:개신교 입국에서 을미사변까지》 (인물과 사상사, 2006) ISBN 9788959060726 109쪽
- 위안스카이 ‘골수까지 병든 조선’ 의 최고 권력자 조선일보 2004.03.25